# Sender Bisamberg
Der Sender Bisamberg war eine Sendeanlage für Mittelwelle (MW) auf dem Bisamberg an der Grenze zwischen Wien und Niederösterreich. Er lag auf einer Höhe von 308 m ü. A. Die erste Sendeanlage wurde 1933 errichtet und am Ende des Zweiten Weltkriegs zerstört. 1934 standen ein langgestrecktes, zweigeschoßiges und ein höheres, voluminöseres Gebäude – aus zwei Würfeln mit hohen Fensterstreifen und einem Verbindungstrakt – und zwei zumindest 50 m hohen Gittermasten. Diese hatten viereckigen Querschnitt und waren auf 45 % ihrer Höhe mit je 4 Pardunen abgespannt.
Die zweite Sendeanlage wurde 1959 errichtet und war bis 1995 in Betrieb. Zwischen 1997 und 2008 wurde die Sendeanlage nochmals teilweise genutzt. Am 24. Februar 2010 wurden beide Sendemasten gesprengt, da ihre Erhaltung zu kostspielig gewesen wäre.
Einer der beiden Sendemasten dieser Anlage galt mit 265 m Höhe bis zum Jahre 2010 (und 274 m am Vorstandort Kronstorf) als das höchste Bauwerk Österreichs und der Stadt Wien, und in den Anfangsjahren ganz Europas. Mit dem Fall des hohen Sendemastes wurde der 1964 fertiggestellte Donauturm (252 m) erstmals Österreichs höchstes Bauwerk.

## Geschichte

### Erste Sendeanlage
Der Bisamberg wurde aufgrund vorangegangener Ausbreitungsmessungen mit einem transportablen Sendegerät als bestgeeigneter Standort für eine Sendeanlage ausgewählt. Der damalige Sender stellte eine Richtantenne mit der Hauptstrahlrichtung nach Westen dar, die aus zwei gegen Erde isolierten rautenförmigen Sendemasten, so genannten Blaw-Knox-Sendemasten, bestand. Da es über diese Art der Sendemasten kaum Publikationen gab, führte die Radio Verkehrs AG (RAVAG) zunächst bei Seyring umfangreiche Versuche durch.
Als Masthöhe wurde ein Viertel der Betriebswellenlänge, also zirka 130 Meter, gewählt. Bei der Konstruktion der beiden gleichartigen Maste wurde jedoch die Möglichkeit eingeplant, einen 5 Meter hohen zusätzlichen Mastteil mit einem bis zu 15 Meter verschiebbaren Stahlrohr auf die Mastspitze aufzusetzen, um eventuellen Änderungen der Wellenlänge Rechnung tragen zu können.
Die hochfrequenztechnischen Anlagen des 100-kW-Senders wurden von der Firma Telefunken geliefert. Die beiden Antennenmasten wurden von den Firmen Ignaz Gridl jun. und Waagner-Biro angefertigt, wobei die Pläne gemeinsam erarbeitet wurden. Der Sendemast wurde von der Firma Gridl im Winter 1932/1933 aufgestellt, der Richtmast wurde von Waagner-Biro im Herbst 1933 montiert. Diese Arbeit konnte nur während der Sendepausen durchgeführt werden, da ansonsten durch die Hochspannung Lebensgefahr bestand. Während der Radiosendungen musste der Mast gegen Erde isoliert werden, um die Sendequalität nicht zu beeinträchtigen. Die Abspannseile für den Sendemast lieferte Felten & Guilleaume, jene für den Richtmast die Sankt Egyder Eisen- und Stahl-Industrie-Gesellschaft in Wien. Die Überprüfung der Pläne und Berechnungen für die RAVAG als Auftraggeber übernahm Ernst Melan.
Weitere am Bau beteiligte Firmen waren die AEG-Union, ELIN, Österreichische Brown-Boveri-Werke und die Straßenbaufirma STUAG, welche die Senderstraße benannte Straße zum Sender baute. Die Baufirma H. Rella & Co. errichtete die Betriebsgebäude und Mastfundamente. Die Siemens & Halske A.G. lieferte das Kabel, mit dem das Programm vom Funkhaus Johannesgasse zum Sender übertragen wurde. Da der Sender Bisamberg damals noch nicht ausreichend an das öffentliche Stromnetz angeschlossen war, dienten zwei 420-kVA- und ein 335-kVA-Generator der Österreichischen Siemens-Schuckert-Werke mit Dieselmotoren der Grazer Waggonfabrik als autarke Stromversorgung.

Diese erste Sendeanlage ging am 28. Mai 1933 in Betrieb und wurde nach der Auflösung der RAVAG im Jahr 1938 von der Deutschen Reichspost übernommen. Der Sender Bisamberg sendete bis zu seiner Zerstörung am 13. April 1945 durch die abziehenden SS-Truppen. Durch das Eingreifen von Angestellten konnte 1945 die Sprengung der Dieselgeneratoren mit Baujahr 1932 verhindert werden. Zerstört wurden hingegen das Sendergebäude und die Antennenanlage.

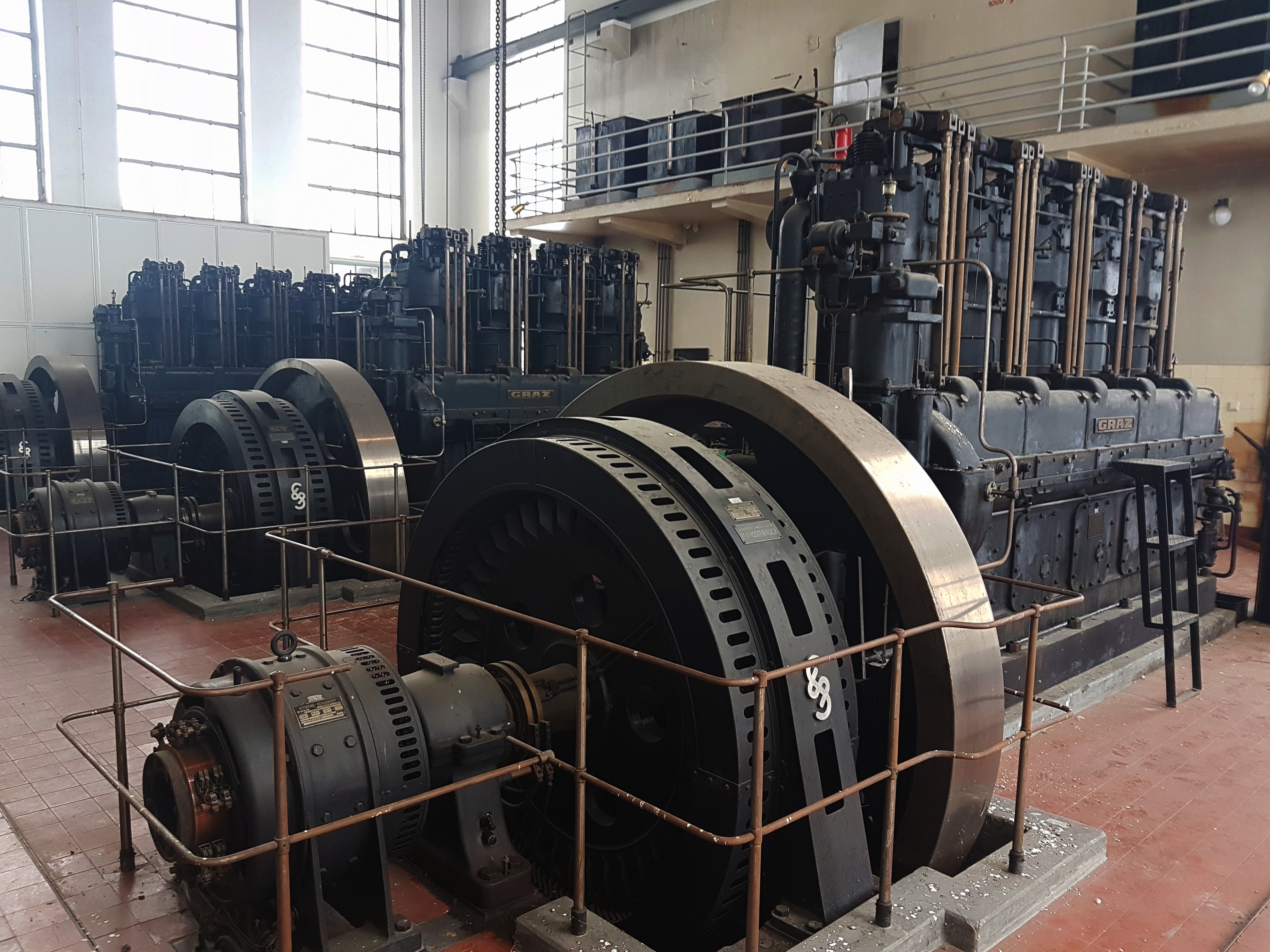
Die Stromversorgungsanlage des Senders: Zwei Fünfzylinder- und ein Vierzylinder-Dieselmotor mit 500 PS bzw. 400 PS Leistung.

### Zweite Sendeanlage

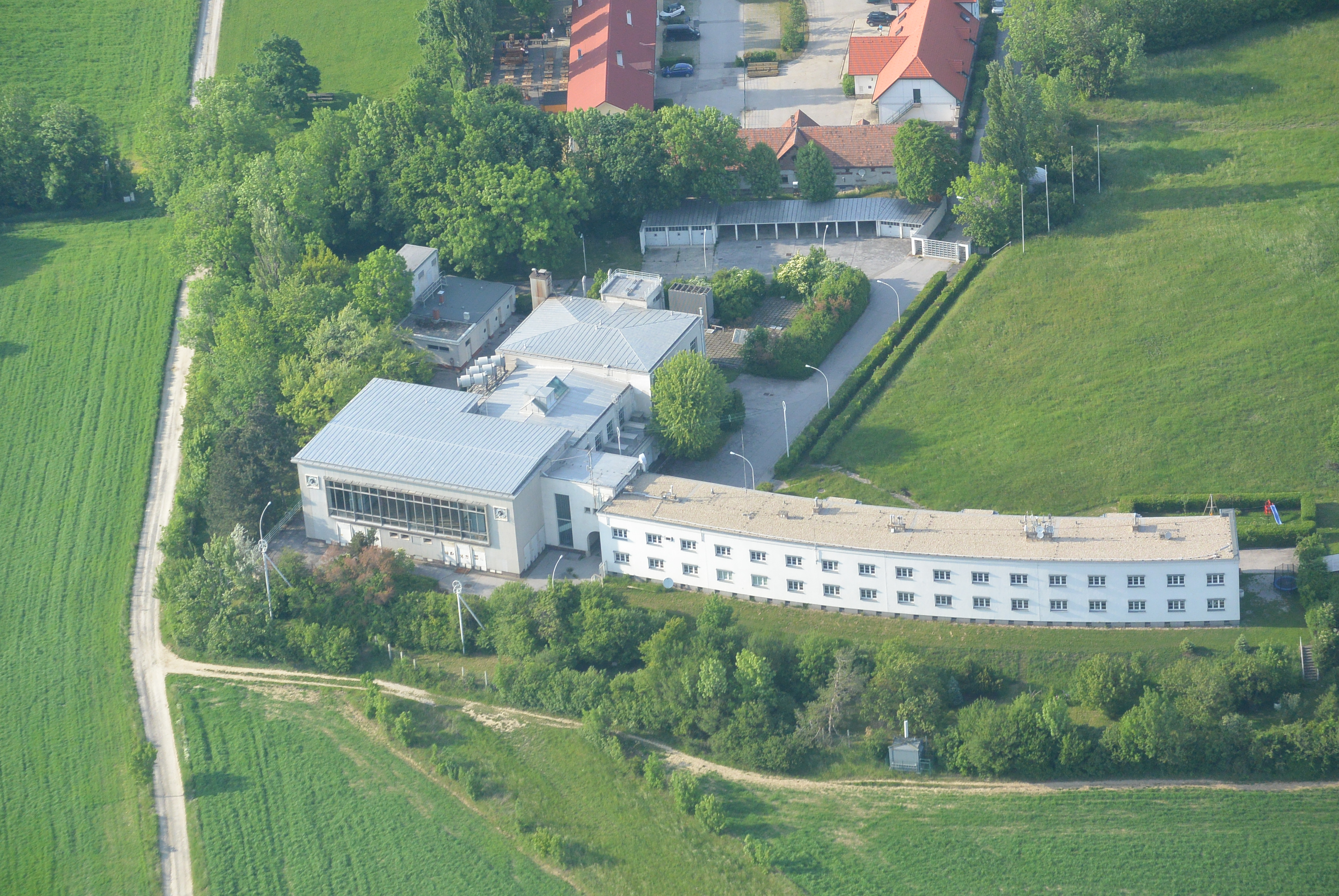
Sendergebäude

Direkt nach dem Zweiten Weltkrieg wurde ein behelfsmäßiger Sendebetrieb mit je einem 10-kW-Sender im Funkhaus in der Argentinierstraße und einem im Gebäude der Tabakregie aufgenommen, bis 1950 am Bisamberg wieder ein von der Firma Czeija & Nissl gebauter Sender mit 35 kW Leistung im erhalten gebliebenen Stiegenhaus in Betrieb ging. Als Antenne wurde ein 65 Meter hoher Leichtbaumast eingesetzt. Nachdem am Wilhelminenberg ein 100-kW-Sender errichtet worden war, konnte dieses Provisorium wieder abgebaut werden.
Im Jahre 1954 wurde der zwischen 1950 und 1952 von der amerikanischen Besatzungsmacht in Oberösterreich errichtete und primär nach Osten, in die sowjetische Besatzungszone strahlende Sender Kronstorf an Österreich übergeben. Nach Abzug der US-Truppen im Jahre 1955 lag dieser stärkste Sender des Landes an einer ungünstigen Stelle und besaß eine ungünstige Strahlrichtung. So baute man 1956 den 274 m hohen und einen der beiden 137 m hohen Sendemasten ab und baute diese, an die neuen Frequenzen angepasst, am Bisamberg wieder auf.
Die am Fußpunkt isolierten, jeweils auf drei Ebenen abgespannten selbststrahlenden und als Halbwellendipole ausgeführten Sendemaste waren nun 265 m (Nordmast für 585 kHz) und 120 m (Südmast für 1476 kHz) hoch. Der Nordmast war bis 2010 das höchste Bauwerk in Österreich. Während des Betriebes standen die Masten unter Hochspannung. Im Bereich der Mittelplattform des Nordmastes befand sich ein Trennisolator, so dass der obere Teil simultan für die 1476 kHz-Frequenz genutzt werden konnte. Später wurde der Trennisolator abgebaut und der Simultanbetrieb durch eine aufwendige Anpassung im Antennenhaus möglich. Beide Sendemasten befanden sich auf Wiener Stadtgebiet im 21. Bezirk Floridsdorf, wohingegen das mittlerweile unter Denkmalschutz stehende Sendegebäude zum Großteil auf dem Gemeindegebiet von Langenzersdorf und damit in Niederösterreich steht.
Am 17. August 1959 ging die Sendeanlage mit den neuen Masten und vier Röhren-Sendern zu je 120 kW Maximalleistung (laut anderen Quellen 150 kW) regulär in Betrieb. Je zwei waren für eine Frequenz abgestimmt und konnten im Parallelbetrieb mit 240 kW senden. Die Leistung konnte auch auf 60 kW gedrosselt werden. Die beiden 150-kW-Sender und die Antennenhauseinrichtungen wurden von der Firma Brown Boveri geliefert. Am 1. Mai 1975 ging ein 600-kW-Sender in Betrieb, der ebenfalls mit Elektronenröhren arbeitete. Dieser war zwischen 585 kHz und 1476 kHz umschaltbar. Als Senderöhren kamen die Typen CQS400 mit einer Anodenverlustleistung von 400 kW und einer Anodenspannung von 14 kV zum Einsatz.
Am 28. Juli 1982 kam es infolge eines Überschlages während eines Gewitters zu einem Brand des Senders, welcher zur Reparatur zu Brown-Boveri in die Schweiz transportiert wurde. Am 10. Oktober 1983 nahm der instand gesetzte Sender Betrieb wieder auf. Anstatt der sechs bisher verwendeten Gleichrichterröhren wurden nun moderne Halbleitergleichrichter eingebaut. Zur Verbesserung des Wirkungsgrades wurde eine dynamische Hochfrequenz-Trägersteuerung installiert, womit der Wirkungsgrad auf rund 85 % gesteigert werden konnte.
Aufgrund seiner Leistung war der Sender in großen Teilen Osteuropas jenseits des Eisernen Vorhanges empfangbar.
Am 6. September 1994 wurde die Senderhauptkontrolle für alle Fernseh- und Radioprogramme in Österreich zum Sender Kahlenberg verlegt und am 1. Jänner 1995 aufgrund des zunehmend geringen Bedeutung des Mittelwellen-Rundfunks der Sendebetrieb eingestellt. Am 21. März 1997 gingen die 120-kW-Sender mit auf 60 kW reduzierter Leistung auf der Frequenz 1476 kHz jedoch wieder in Betrieb. Gesendet wurde ein Mischprogramm aus Ö1, Radio Österreich International und Programmen unterschiedlichster Gruppen aus dem In- und Ausland. Am 3. Mai 1999 wurde für ca. 3 Monate der 600-kW-Sender reaktiviert, um im Zuge des Zerfalls Jugoslawiens Informationssendungen wie die ORF-Sendung Nachbar in Not in Richtung Balkan ausstrahlen zu können.
Ende 2000 wurden alle mittlerweile veralteten Röhrensender außer Betrieb und stattdessen ein volltransistorisierter 100-kW-Mittelwellensender auf der Frequenz 1476 kHz in Betrieb genommen. Der Sender sendete allerdings nur mit einer reduzierten Leistung von 60 kW und strahlte täglich das Programm „Radio 1476“ aus. Der Transistorsender bestand aus 80 einzelnen HF-Endstufen, von denen jede maximal 3 kW aufweist.
Ende 2008 wurde seitens der Betreibergesellschaft ORS der Betrieb der Sendeanlage eingestellt. Das Programm „Radio 1476“ war damit terrestrisch nicht mehr zu empfangen und wurde durch das Webradio „oe1campus“ ersetzt.
Laut Sendetechniker Jürgen Conrad trug der Sender den internen Namen „Alice“. Alle Mittelwellen-Sender des ORF trugen weibliche Namen, Kurzwellensender hingegen männliche. Statt den Sender Bisamberg am 1. Jänner 1995 genau um 0 Uhr abzuschalten, übertrug Conrad noch zum Abschied den Donauwalzer – und wäre sogar bereit gewesen, die Stromkosten für diese elf Minuten privat zu bezahlen.

### Sprengung der Sendemasten und Nachnutzung
Die beiden Sendemasten sollten am 24. Februar 2010 um 12 Uhr (niedrigerer Sendemast) bzw. 15 Uhr (hoher Sendemast) gesprengt werden. Der erste Mast konnte wegen einer Verzögerung durch einen Anrainer, der sein Haus in der Sicherheitszone nicht verlassen wollte, erst um 12:42 Uhr gesprengt werden. Der zweite Turm folgte planmäßig um 15:00 Uhr. Ein Erhalt der Sendemasten als technisches Denkmal war aufgrund der damit verbundenen hohen Kosten nicht möglich. Das unter Denkmalschutz stehende Gebäude mit dem Senderaum, der der Öffentlichkeit zugänglich gemacht werden soll, und dem Maschinenhaus mit seinen historischen Dieselgeneratoren bleibt erhalten.

## Bildergalerie

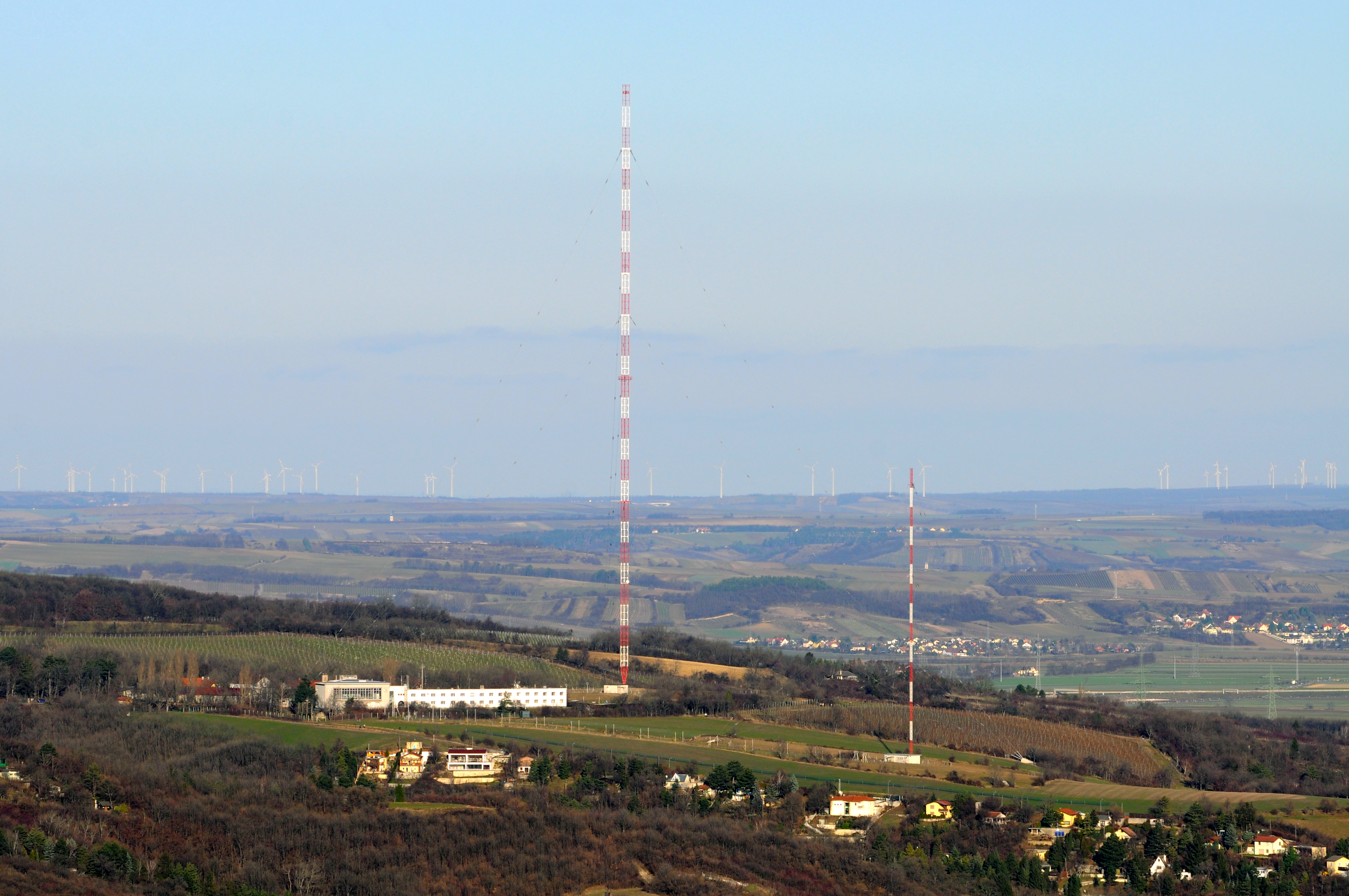
Sender Bisamberg vom Kahlenberg aus (2009)
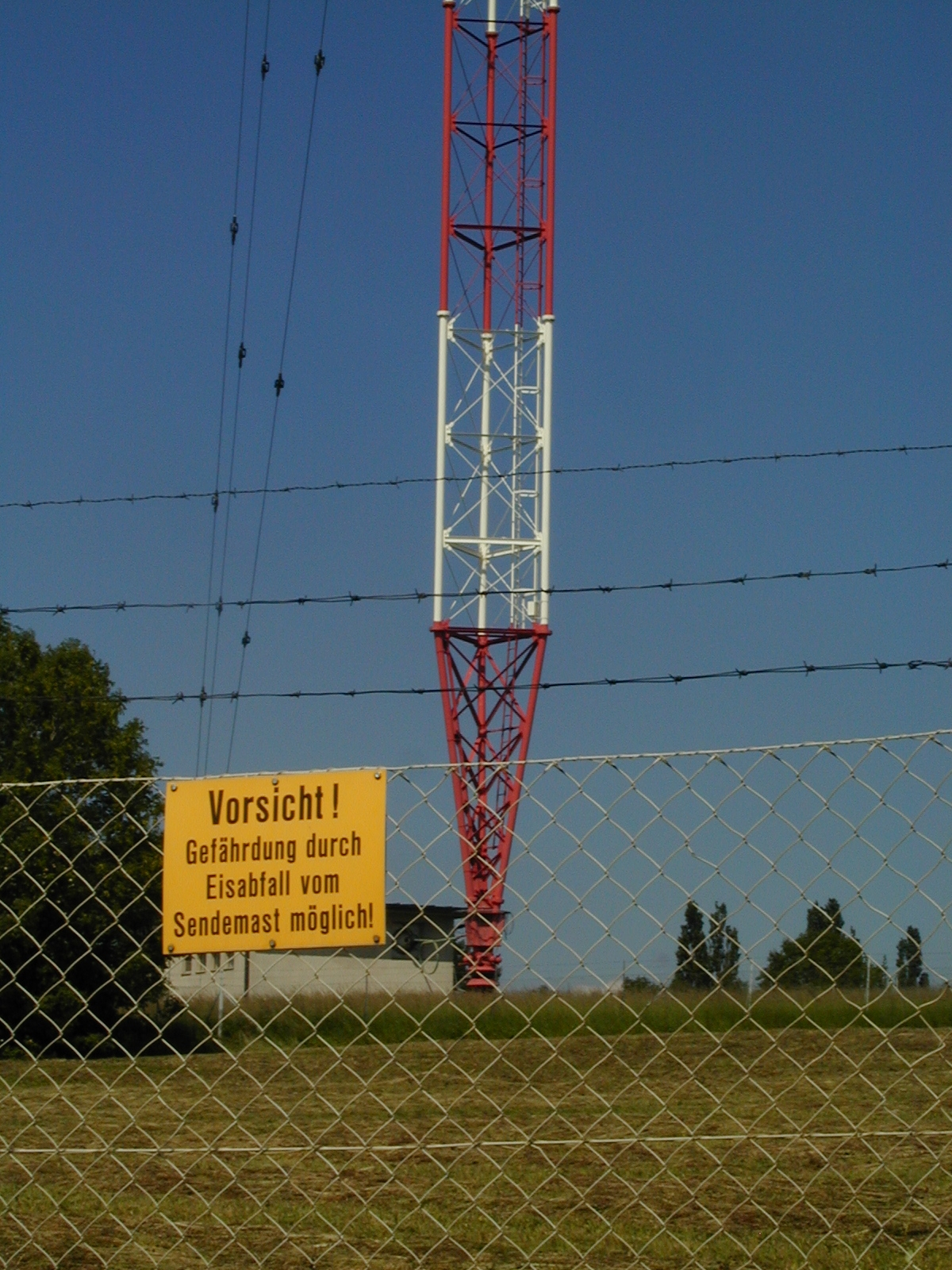
Mastfuß des Nordmastes
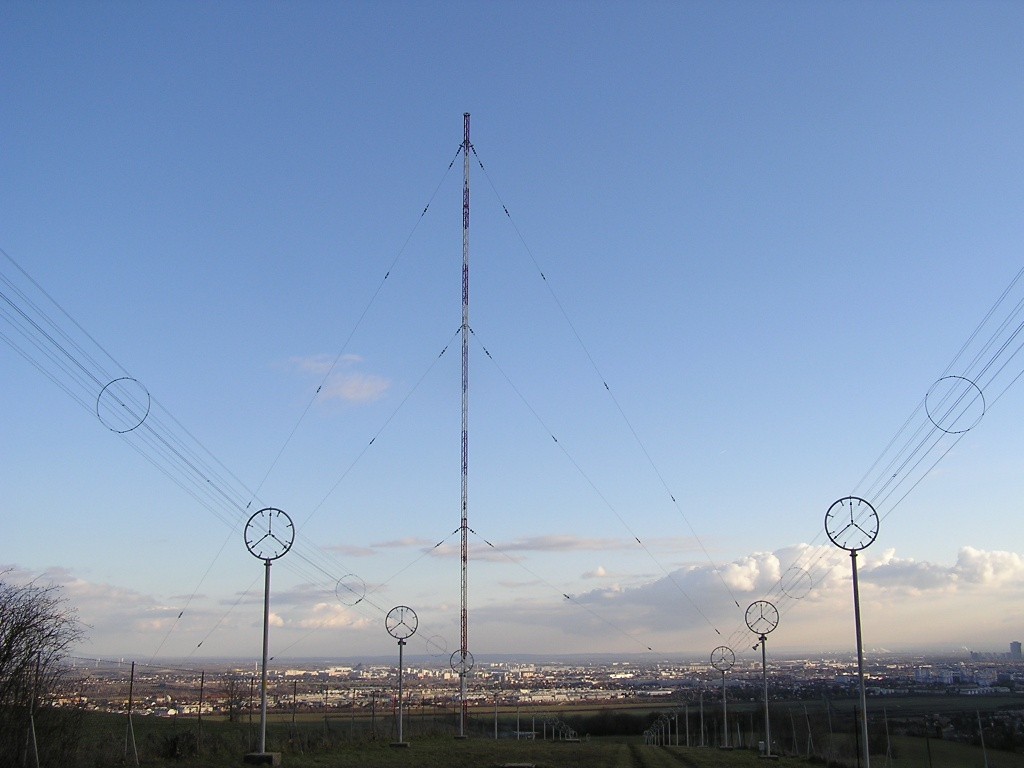
Südmast mit Reusenleitungen
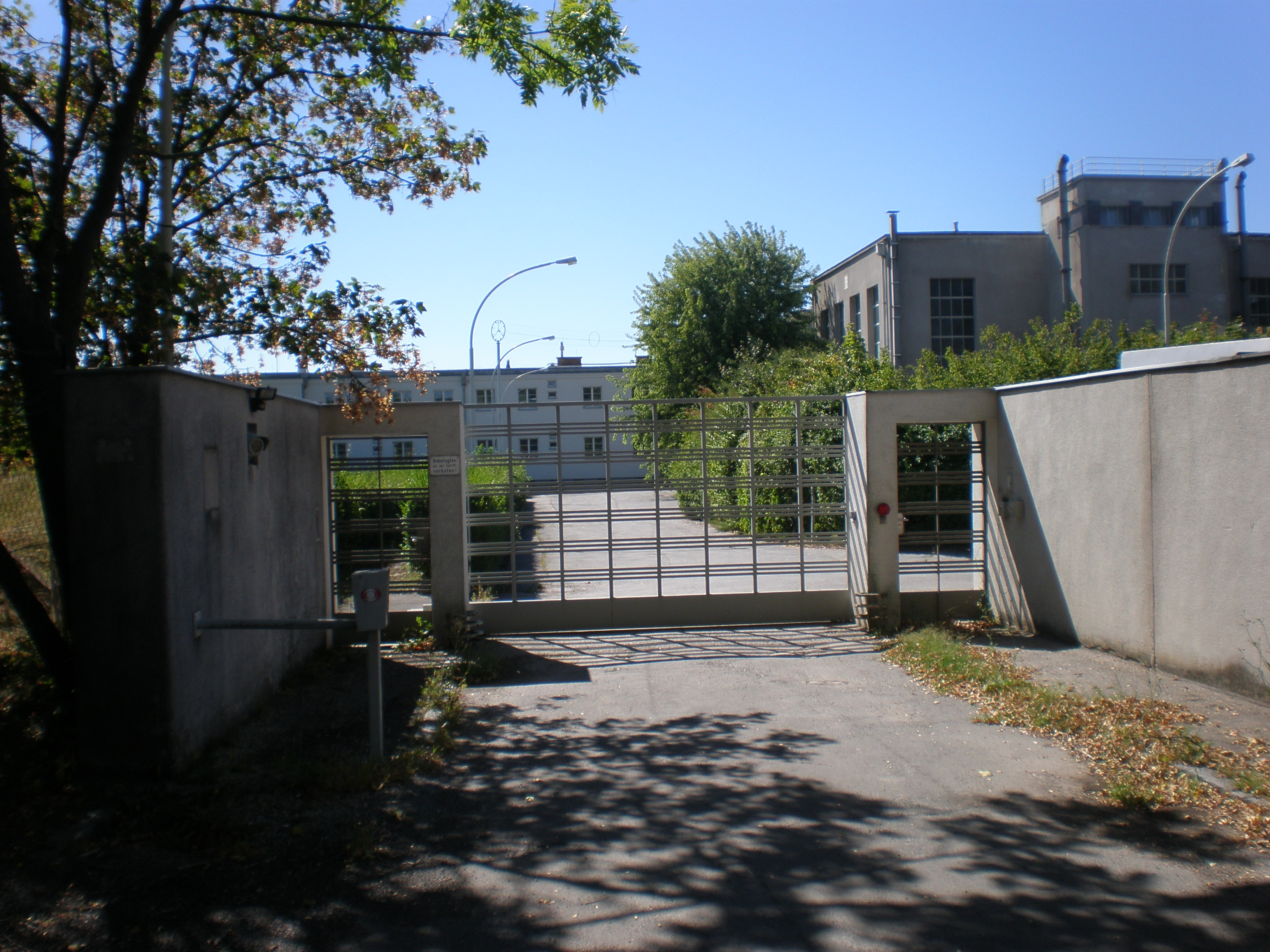
Zufahrt zum Sendergebäude mit Maschinenhaus (rechts)
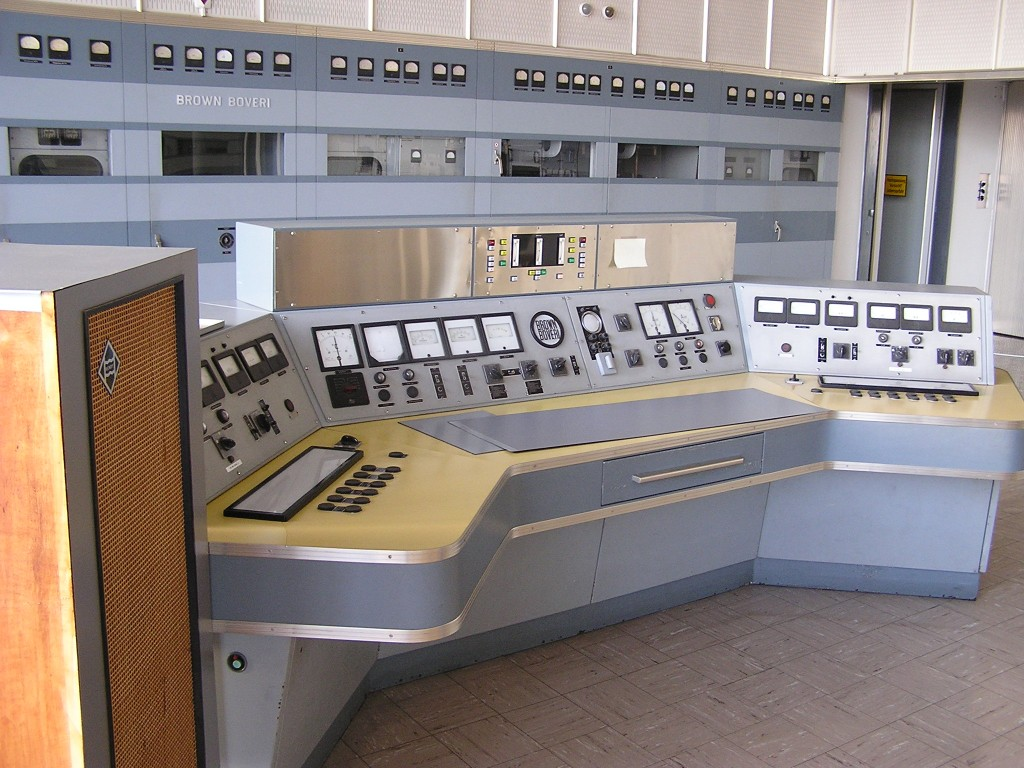
Bedienpult im Sendesaal
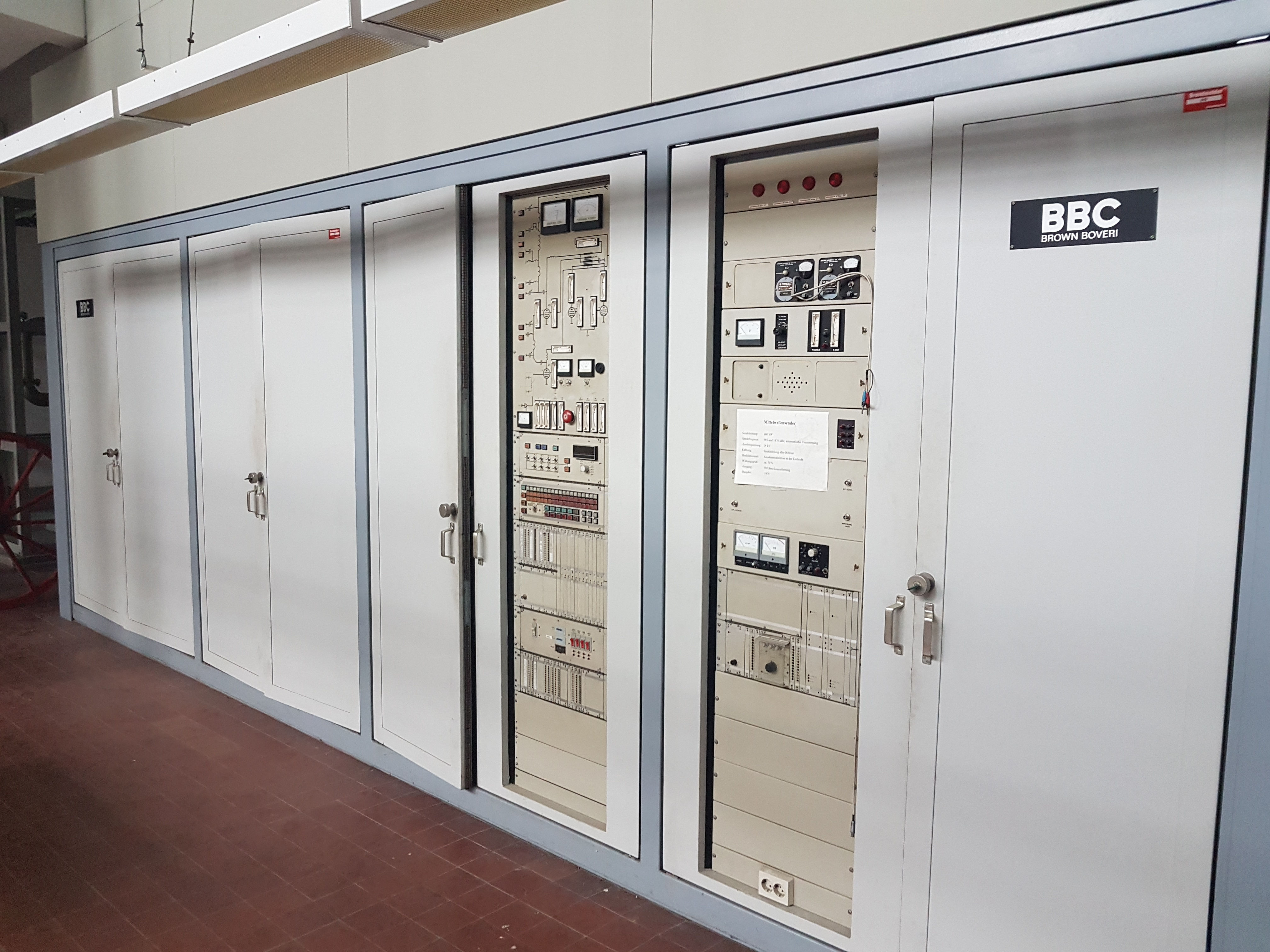
600-kW-Sender von Brown-Boveri
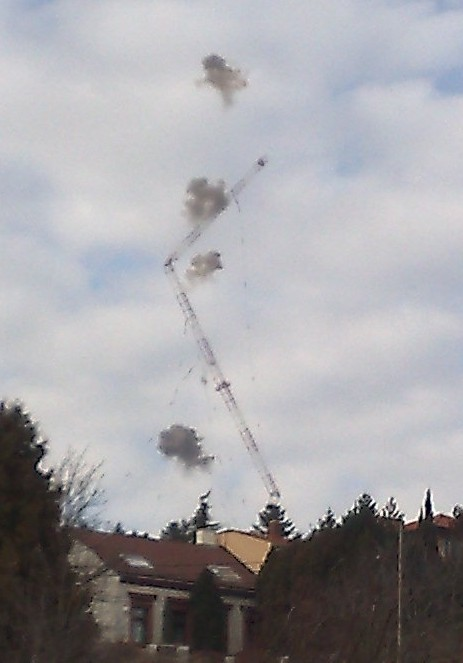
Sprengung des Nordmastes (2010)
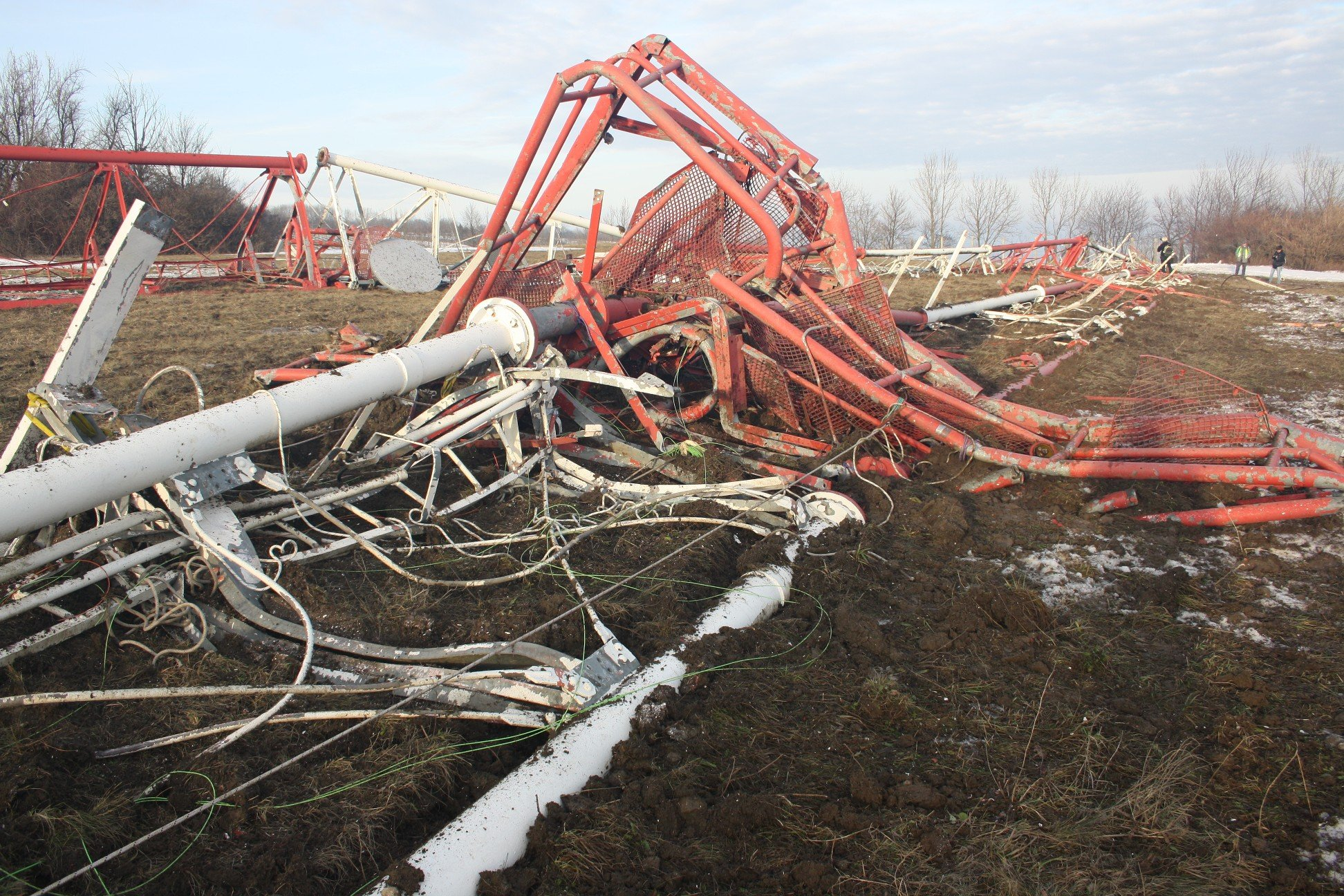
Reste des Nordmastes nach der Sprengung